# 塞费恩
塞费恩是德国莱茵兰-普法尔茨州的一个市镇。总面积4.92平方公里，总人口312人，其中男性160人，女性152人（2011年12月31日），人口密度63人/平方公里。